# Canon AE-1

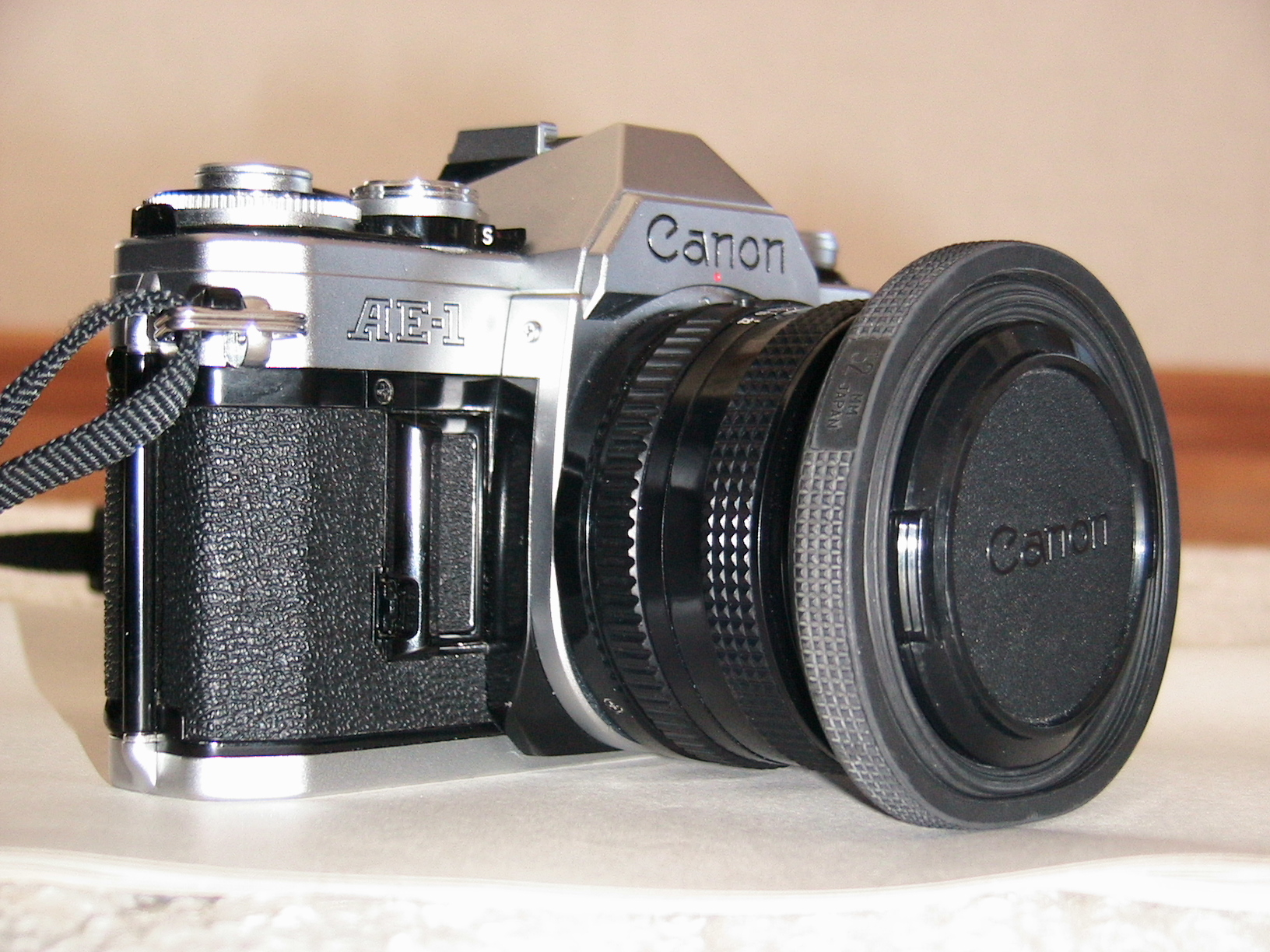
Canon AE-1

Canon AE-1 är en spegelreflexkamera som tillverkades av Canon. Den var den första 35 mm -kameran med inbyggd CPU. AE-1 släpptes 1976 och såldes i mer än fem miljoner exemplar.